# Eisenbahnunfall von Luzern
| \| \| \| von Olten \| von Lenzburg \| \| \| 90.19 0.00 \| Emmenbrücke \| Emmenbrücke \| \| \| \| Friedental 120 m \| von Rotkreuz-Zürich \| \| \| \| Reuss Luzern 142 m \| \| \| \| \| Zimmeregg 1134 m \| von Bern \| \| \| 91.83 64.01 91.82 \| Fluhmühle \| Fluhmühle \| \| \| \| Musegg 2107 m \| von Immensee \| \| \| \| Reuss Geissmatt 130 m \| \| \| \| 2.22 92.85 \| Sentimatt \| Sentimatt \| \| \| \| Gütsch 326 m \| \| \| \| \| Schönheim 199 m \| \| \| \| \| \| \| \| \| \| \| von Interlaken Ost \| \| \| 95.09 \| Luzern \| Luzern \| \| Die Strecke Fluhmühle–Luzern wurde damals als unechte Doppelspur betrieben. \| \| \| \| |                   |                       |                       |
| Strecke · Strecke |                   | von Olten             | von Lenzburg          |
| Bahnhof · Strecke | 90.19 0.00        | Emmenbrücke           | Emmenbrücke           |
| Abzweig geradeaus und nach links · Strecke nach rechts · Tunnel |                   | Friedental 120 m      | von Rotkreuz-Zürich   |
| Strecke · Strecke von links · Strecke nach rechts |                   | Reuss Luzern 142 m    | Reuss Luzern 142 m    |
| Strecke quer (im Tunnel) · Abzweig geradeaus und von rechts · Strecke |                   | Zimmeregg 1134 m      | von Bern              |
| Dienststation / Betriebs- oder Güterbahnhof · Strecke | 91.83 64.01 91.82 | Fluhmühle             | Fluhmühle             |
| Strecke · Strecke · Tunnelende |                   | Musegg 2107 m         | von Immensee          |
| Strecke · Abzweig geradeaus und von links · Strecke nach rechts |                   | Reuss Geissmatt 130 m | Reuss Geissmatt 130 m |
| Strecke · Dienststation / Betriebs- oder Güterbahnhof | 2.22 92.85        | Sentimatt             | Sentimatt             |
| Tunnel · Tunnel |                   | Gütsch 326 m          | Gütsch 326 m          |
| Tunnel · Tunnel |                   | Schönheim 199 m       | Schönheim 199 m       |
| Abzweig geradeaus und von links · Abzweig geradeaus und nach rechts |                   |                       |                       |
| Strecke von rechts · Abzweig geradeaus und nach links · Abzweig geradeaus und von rechts |                   |                       | von Interlaken Ost    |
| Kopfbahnhof Streckenende · Kopfbahnhof Streckenende · Kopfbahnhof Streckenende | 95.09             | Luzern                | Luzern                |
| Die Strecke Fluhmühle–Luzern wurde damals als unechte Doppelspur betrieben. |                   |                       |                       |

Die bei der Kollision schwer beschädigte Ae 3/6 ^{I} 10645 in der Hauptwerkstätte Zürich

Am 13. Dezember 1932 stiess der Personenzug 554 Luzern–Immensee–Arth-Goldau mit dem internationalen Schnellzug 264 Stuttgart–Zürich–Luzern im Gütschtunnel bei Luzern zusammen. Dabei starben sechs Personen, 20 wurden verletzt.

## Ausgangslage
Die damals zweigleisige Linie Fluhmühle–Luzern durch den Gütsch- und Schönheimtunnel ist die einzige normalspurige Zufahrt zum Bahnhof Luzern. Die Strecke wurde als unechte Doppelspur betrieben. Die Züge von und nach Rotkreuz–Zürich und Immensee–Arth-Goldau benutzten das östliche Gleis. Die Züge von und nach Olten und Bern verkehrten auf dem westlichen Gleis.

## Unfallverlauf
Ein aus Zürich kommender Schnellzug mit planmässiger Ankunft in Luzern um 15.02 Uhr wartete bei Sentimatt den um 14.52 Uhr abgefahrenen Personenzug nach Arth-Goldau nicht ab. Der Schnellzug hatte vor dem Gütschtunnel ein geschlossenes Signal überfahren, schnitt in der Blockstation Sentimatt die auf Ablenkung gestellte Weiche des Gegenzuges auf und kollidierte im Tunnel frontal mit dem Personenzug. Dabei wurden sechs Personen getötet und 20 Fahrgäste teilweise schwer verletzt. Unter den Toten befanden sich die beiden Lokomotivführer, der Zugführer des Personenzugs und drei Passagiere des Schnellzuges.

Eingedrückte Stirnseite der Ae 3/6 ^{I} 10645

Der Zusammenprall erfolgte unweit des Tunnelausgangs. Die Hilfeleistungen erwiesen sich als schwierig, da der stockfinstere Tunnel vollständig mit Trümmern gefüllt war. Nach Einrichtung einer Beleuchtung konzentrierte sich die Hilfe zunächst auf den am meisten zerstörten Zweitklasswagen des Schnellzugs. Zur Bergung der Opfer wurde dessen Längswand aufgeschnitten. Obwohl der Postwagen dieses Zuges durch die Wucht des Aufpralls vollständig zertrümmert wurde, blieben darin zwei Postbeamte praktisch unverletzt. Da der Zug nach Arth-Goldau einige Wagen mit Vieh mitführte, musste auch dieses geborgen werden. Dessen Gebrüll vermischte sich mit den Schreien der eingeklemmten Verunglückten, die zum Teil bis zweieinhalb Stunden auf ihre Rettung warten mussten.
Bei den Aufräumungsarbeiten kamen über 200 Arbeiter und je ein Hilfswagen aus Zürich und Olten zum Einsatz. Der Bahnverkehr in Luzern war mit Ausnahme der schmalspurigen Brünigbahn praktisch lahmgelegt. Am 15. Dezember konnte der Verkehr wieder aufgenommen werden.

## Unfallursache
Die Ergebnisse der Unfalluntersuchungen bestätigen, dass die Kollision durch Überfahren des Halt zeigenden Signals verursacht wurde. Das Missachten des Signals konnte nicht auf Bewusstlosigkeit des Lokomotivführers zurückgeführt werden, denn er hatte den Zug 264 von 73 km/h vorschriftsgemäss auf die für das Befahren der Sentimattbrücke vorgeschriebenen 65 km/h verzögert. 150 m vor der Unglücksstelle hatte er die Bremse wieder gelöst. Der Personenzug aus Luzern hatte zum Zeitpunkt der Kollision eine Geschwindigkeit von etwa 40 km/h. Der Lokomotivführer versuchte, den Zug noch zu bremsen.
Dichter Nebel und Rauch einer Dampflokomotive schränkten die Sicht des Lokomotivführers des aus Zürich kommenden Schnellzuges auf das Vorsignal ein. Er wurde wahrscheinlich durch einen entgegenkommenden Güterzug mit Lademassüberschreitung abgelenkt, der im Bereich des Vorsignals kreuzte. Weil dieser Zug ein grosses, stellenweise über das Lichtraumprofil hinausragendes Rohr mit sich führte, wurde die Fahrleitung des Oltner Gleises ausgeschaltet und der Transport mit einer Dampflokomotive bewerkstelligt.

## Folgen

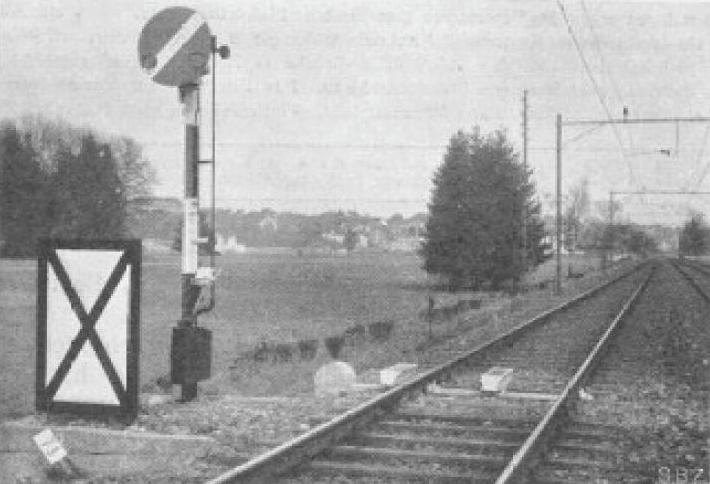
Von 1934 bis 1937 rüsteten die SBB sämtliche Vorsignale mit Integra-Signum aus.

Nach dem Unfall beanstandeten Gewerkschaften die einmännige Führung von Triebfahrzeugen. Ein Führergehilfe hätte den Lokomotivführer auf das geschlossene Signal aufmerksam machen können. Die SBB und andere Bahnen bestritten jedoch, dass durch die Einführung des Einmannbetriebs vermehrt Halt zeigende Signale missachtet worden wären. Die Presse kritisierte die SBB, dass dieser Unfall mit einer Zugsicherung, wie es sie in anderen Ländern schon gab, hätte verhindert werden können. Am 1. Dezember 1933 beschlossen die SBB, die Zugsicherung Integra-Signum flächendeckend einzuführen.
Der Luzerner Stadtrat forderte einen Ausbau der überlasteten Zufahrt zum Luzerner Kopfbahnhof. Am 6. Juni 1939 wurde ein drittes Streckengleis in Betrieb genommen.
Die beiden durch den Unfall beschädigten Lokomotiven, die Ae 3/6 I 10645 des Schnellzugs aus Zürich und die Be 4/6 12335 des Personenzuges, wurden wieder aufgebaut.